# Jung Gil-ok
Jung Gil-Ok (15 de setembro de 1980) é uma esgrimista sul-coreana que conquistou uma medalha de bronze nos Jogos de Olímpicos de Londres de 2012, na competição de florete por equipes, com suas compatriotas Nam Hyun-Hee, Jeon Hee-Sook e Oh Ha-Na.